# Kelemen Lajos Műemlékvédő Társaság
Kelemen Lajos Műemlékvédő Társaság (KLMT) Indulás: 1990. február 7.; Székhely: Kolozsvár; Helyi szervezetek: Brassó, Maros, Szatmárnémeti, Szilágysomlyó, Arad. Alapítója és első országos elnöke: Balogh Ferenc építészmérnök, alelnökök: Kovács András, Gaál György, Bara István, titkár Asztalos Lajos.
A társaság célja a romániai magyar műemlékek védelme és gyarapítása.